# Aram Sargsyan
Aram Sargsyan (nascido em 2 de Janeiro de 1961) é um político da Arménia. Foi nomeado primeiro-ministro no dia 3 de Novembro de 1999, depois do assassinato do seu irmão, o primeiro-ministro Vazgen Sargsyan, num atentado no Parlamento Arménio, uma semana antes. Foi demitido das funções no dia 2 de Maio de 2000.
Foi substituído por Andranik Margaryan.